# Списък на награди за история
Това е списък на известните награди, давани на лица, групи лица или институции за техния принос в изучаването на историята.
| Име                                                            | Област на историята               | Първа награда |
| -------------------------------------------------------------- | --------------------------------- | ------------- |
| Награда „Алън Мартин“                                          | история на Австралия              | 2004          |
| Награда „КИНОА“                                                | история на изкуството             | 1977          |
| Чилийска национална награда за история                         | история на Чили                   | 1974          |
| Награда „Къндил“                                               | литература                        | 2008          |
| Награда на Декстър                                             | история на химията                | 1956          |
| Орден дел Поп                                                  | културно наследство на Гватемала  | 1998          |
| Римска награда                                                 | изследвания на Италия             | 1896          |
| Награда „Теодор и Франклин Рузвелт във военноморската история“ | военноморска история              | 1986          |
| Награда „Ханкок“                                               | учебници по история               | 2004          |
| Историческа награда „Улфсън“                                   | история на популярното творчество | 1972          |